# Брощица
Брощица или Брещица (на македонска литературна норма: Броштица; на албански: Broshtica) е село в Северна Македония, в Община Вапа (Център Жупа).

## География
Селото е разположено в областта Жупа в северозападните склонове на планината Стогово.

## История
В XIX век Брощица е българо-помашко село в Дебърска каза на Османската империя. Църквата „Свети Димитър“ е от 1868 година. В „Етнография на вилаетите Адрианопол, Монастир и Салоника“, издадена в Константинопол в 1878 година и отразяваща статистиката на населението от 1873 година, Брощица е посочено като село с 60 домакинства, като жителите му са 65 помаци и 106 българи.
Според статистиката на Васил Кънчов („Македония. Етнография и статистика“) в 1900 Брещица има 280 жители българи християни и 600 българи мохамедани.
На Етнографската карта на Битолския вилает на Картографския институт в София от 1901 година Брощица е смесено село българи, помаци, албанци и турци в Дебърската каза на Дебърския санджак със 116 къщи.
Цялото християнско население на селото е под върховенството на Българската екзархия. По данни на секретаря на екзархията Димитър Мишев („La Macédoine et sa Population Chrétienne“) в 1905 година в Брошища има 240 българи екзархисти.
Според статистика на вестник „Дебърски глас“ в 1911 година в Брощица има 36 български екзархийски и 118 помашки къщи.
При избухването на Балканската война в 1912 година 12 души от Брощица са доброволци в Македоно-одринското опълчение.
Според преброяването от 2002 година селото има 748 жители.
| Националност | Всичко |
| македонци    | 622    |
| албанци      | 0      |
| турци        | 124    |
| роми         | 0      |
| власи        | 0      |
| сърби        | 0      |
| бошняци      | 0      |
| други        | 2      |

## Личности
Родени в Брощица
- Вельо Манчевски (1905-1962), югославски партизанин и деец на НОВМ
- Даме Аврамов, македоно-одрински опълченец, 29-годишен, зидар, 3 рота на 1 дебърска дружина[9]
- Кале Апостолов, македоно-одрински опълченец, 3 рота на 1 дебърска дружина[10]
- Кирил Манчевски (1935 – 1974), певец